# Дзюдо на летних Олимпийских играх 1972
Соревнования по дзюдо на летних Олимпийских играх 1972 года проводились только среди мужчин. Медали разыгрывались в пяти весовых категориях и в абсолютной категории.

## Схема соревнований
Борец, победивший во всех схватках группы выходил в полуфинал, где встречался с борцом из другой группы, вышедшим в полуфинал по результатам «утешительных» схваток. В «утешительных» схватках встречались те борцы, которые проиграли победителю группы: так, проигравший борец «Б» в первой схватке борцу «А», во второй схватке (при условии, что борец «А» свою вторую схватку выиграл) боролся с проигравшим борцу «А», и если выигрывал, то продолжал участвовать в турнире до тех пор, пока борец «А» не проигрывал, и если борец «А» выходил в полуфинал, то борец «Б» также выходил в полуфинал. Таким образом, исключалась возможность того, что в первых схватках выбывали сильные борцы.

## Общий медальный зачёт
| Место | Страна           | Золото | Серебро | Бронза | Всего |
| ----- | ---------------- | ------ | ------- | ------ | ----- |
| 1     | Япония           | 3      | 0       | 1      | 4     |
| 2     | Нидерланды       | 2      | 0       | 0      | 2     |
| 3     | СССР             | 1      | 1       | 2      | 4     |
| 4     | Великобритания   | 0      | 1       | 2      | 3     |
| 5     | ФРГ              | 0      | 1       | 1      | 2     |
| 6     | Польша           | 0      | 1       | 0      | 1     |
| 6     | Республика Корея | 0      | 1       | 0      | 1     |
| 8     | Франция          | 0      | 0       | 3      | 3     |
| 9     | Бразилия         | 0      | 0       | 1      | 1     |
| 9     | ГДР              | 0      | 0       | 1      | 1     |
| 9     | КНДР             | 0      | 0       | 1      | 1     |
| Всего | Всего            | 6      | 5       | 12     | 23    |

## Медалисты
| Категория            | Золото                  | Серебро                       | Бронза                                                  |
| -------------------- | ----------------------- | ----------------------------- | ------------------------------------------------------- |
| До 63 кг             | Такао Кавагути Япония   | Отсутствует                   | Ким Ён Ик КНДР Жан-Жак Мунье Франция                    |
| До 70 кг             | Тоёкадзу Номура Япония  | Антоний Зайковский Польша     | Дитмар Хётгер ГДР Анатолий Новиков СССР                 |
| До 80 кг             | Синобу Сэкинэ Япония    | О Сын Нип Республика Корея    | Жан-Поль Кош Франция Брайан Джэкс Великобритания        |
| До 93 кг             | Шота Чочишвили СССР     | Дэвид Старбрук Великобритания | Пауль Барт ФРГ Тиаки Исии Бразилия                      |
| Свыше 93 кг          | Виллем Рюска Нидерланды | Клаус Глан ФРГ                | Мотоки Нисимура Япония Гиви Онашвили СССР               |
| Абсолютная категория | Виллем Рюска Нидерланды | Виталий Кузнецов СССР         | Жан-Клод Брондани Франция Анджело Паризи Великобритания |